# 聖埃萊納德阿雷納萊斯
聖埃萊納德阿雷納萊斯（西班牙語：Santa Elena de Arenales），是委內瑞拉的城鎮，位於該國西部梅里達州，是奧比斯波拉莫斯德洛拉市的首府，距離埃爾比希亞34公里，始建於1872年，海拔高度60米。